# マルクス・クラウク
マルクス・クラウク（Markus Klauk、1973年12月8日 - ）は、ドイツの俳優。

## 出演作品
- es［エス］